# Catarina Carlsdotter
Catarina Carlsdotter, född 1774, död 1804 i Lenhovda i Småland, var en svensk kvinna som avrättades dömd för blodskam och hor. Hon tillhörde de sista som avrättades för blodskam i Sverige.  
Hon åtalades för blodskam med sin styvmorfar Gumme Nilsson. Hon var Gummes styvdotters dotter, och gift med hans systerson Johannes Johansson. Både Catarina och Gumme erkände fritt att de hade haft samlag, och ryktet om saken var spritt i hela bygden om att de hade haft ett förhållande både före och efter att Catarina gifte sig med Gummes styvson. 
Båda dömdes till halshuggning för blodskam; han till att halshuggas och steglas och hon till att halshuggas och brännas på bål. Catarina uppgav då att hon och Gumme tillsammans med avsikt hade spridit ut ryktet om sitt förhållande enbart för att göra det möjligt för henne att ta ut skilsmässa mot Johannes önskan med hänvisning till äktenskapsbrott eftersom Johannes behandlade henne illa, och att hon i själva verket inte hade haft ett förhållande med Gumme. Gumme hann aldrig avrättas eftersom han avled i fängelset före avrättningen, men dödsdomen mot Catarina verkställdes. 
Hon var bland de sista att avrättas för blodskam i Sverige, några år före Anders Nilsson (död 1828). Dödsstraffet för blodskam omvandlades i 1864 års strafflag till straffarbete.